# Distretto di Namak Ab
Il distretto di Namak Ab è un distretto dell'Afghanistan appartenente alla provincia del Takhar.